# 튀르키예의 국기
튀르키예의 국기는 빨간 바탕에 흰 초승달과 별로 이루어져 있고, 아이일디즈 (튀르키예어: Ay Yıldız 월성기)라 부르며, 비율은 2:3이다. 초승달과 별은 이슬람교의 상징으로 알려져 있다.

## 역사
기원전 4세기 마케도니아의 군대가 비잔티움(현 이스탄불)의 성벽 밑을 뚫고 침입하려 했을 때 초승달 빛으로 이를 발견하여 나라를 구하였다는 전설을 그리고 있다. 그 밖에 1398년의 코소보 전투가 끝난 후 피바다 속에 나타난 신비로운 달과 별을 가리킨다는 등 여러 설이 있다. 기의 기본 형태는 술탄 셀림 3세가 지배하던 1793년경에 나타났고, 1844년에 별이 추가되었다. 이는 오스만 제국이 해체될 때까지 사용하였다.
현재의 국기 형태는 오스만 제국이 해체되고, 터키 공화국이 건국된 이래 사용하기 시작하였고, 1936년 6월 5일 추인한 것이다.

## 규격

튀르키예의 국기 규격

### 국기 규격에 대한 설명
- 국기의 세로: G = 1
- 국기의 가로: L = 1.5
- 초승달의 외부 원의 중심과 흰색 밴드 경계선 사이: A = ½
- 초승달의 외부 원의 직경: B = ½
- 초승달의 내부 원과 외부 원의 중심 사이의 거리: C = 1/16
- 초승달의 내부 원의 직경: D = 4/10
- 초승달의 내부 원의 맨 왼쪽과 별의 외접원의 맨 왼쪽과의 거리: E = ⅓
- 별의 외접원의 지름: F = ¼
- 기의 흰색 밴드의 가로: M = L × 1/30 = 1/20

### 색상
| 색상 | 빨강                | 하양                  |
| ---- | ------------------- | --------------------- |
| RGB  | 227–10–23 (#E30A17) | 255–255–255 (#FFFFFF) |

## 역대 국기

트라페주스 제국의 국기 (1204년-1461년)
1517년 이전의 오스만 제국의 국기
1793년 이전의 오스만 제국의 국기
1793년 이전의 오스만 제국의 해군기
1793년 이전의 오스만 제국의 제독기
1793년 이전의 무슬림 전용 상선기
1793년 이전의 유대인 전용 상선기
1793년 이전의 그리스인 전용 상선기
1793년에 제정된 오스만 제국의 국기
1844년에 제정된 오스만 제국의 국기
술탄의 기

## 같이 보기
- 아제르바이잔의 국기
- 리비아의 국기
- 북키프로스의 국기
- 오스만 제국의 국기
- 튀니지의 국기